# Shavasana
Shavásana é uma posição do ioga. É utilizada principalmente no yôganidrá..
Shava quer dizer cadáver, faz alusão ao mecanismo de descontração do yôganidrá que consiste em descontrair das extremidades para o centro do corpo exatamente como no caso da morte em que a vida se esvai primeiro dos membros e depois do centro do corpo.

## Execução
É uma posição bem simples de se fazer, basta deitar no chão encontrando a posição mais confortável que puder encontrar para os braços e as pernas. Existem algumas variações em que os joelhos ficam elevados, nestas variações atente para o correto posicionamento para que não fique sustentando-os elevados contraindo a musculatura. O encaixe da posição deve permitir um afrouxar pleno de todos os musculos.

## Galeria de Variações
- Uttara Shavásana
- Udara Shavásana
- Swára Shavásana
- Uttara Padma Shavásana - Com as pernas em padma
- Mahá Shavásana